# Float (film 2019)
Float è un cortometraggio animato del 2019 diretto e scritto da Bobby Rubio, prodotto dalla Pixar Animation Studios e distribuito da Walt Disney Studios Motion Pictures. È il quarto film del programma SparkShorts di Pixar e si concentra sulla capacità di volare di un figlio e sulla scelta che suo padre deve fare. Il cortometraggio è stato uscito su Disney + il 12 novembre 2019, mentre la versione italiana (sempre su Disney+) è del 2 aprile 2020.

## Trama
Papà sta giocando con il figlio neonato Alex nel cortile di casa sua. Mentre gli mostra un dente di leone, Alex continua a fluttuare, sorprendendo papà. Gli occhi attenti delle persone iniziano a preoccuparlo, mentre afferra Alex e lo riporta in casa. Ora diventato un bambino, Alex continua a fluttuare in tutta la casa buia mentre il papà è diventato un eremita con un aspetto spettinato. Tiene suo figlio al guinzaglio e riempie lo zaino di pietre per tenerlo giù, anche se in seguito queste precauzioni si dimostrano quasi del tutto inefficaci. Lasciano la casa mentre cercano di evitare i vicini.
Papà si ferma davanti a un parco giochi e osserva gli altri bambini giocare, ma girandosi si accorge che Alex è scappato e sta interagendo con gli altri bambini fluttuando, creando una grande confusione generale. Papà afferra in fretta suo figlio, ed inizia a far dei capricci, con il risultato che Papà chiede a suo figlio perché non può essere normale (l'unico momento di dialogo nel cortometraggio). Alex si appollaia e si mette tristemente il cappuccio in testa. Mentre osserva tutti i bambini al parco, papà culla suo figlio e si siede sull'altalena. Comincia ad oscillare avanti e indietro, rinvigorendo suo figlio e lo lancia in aria. Alex continua a volare mentre papà corre felicemente sotto di lui.

## Produzione
Float è un cortometraggio diretto e scritto da Bobby Rubio e prodotto da Krissy Cababa e dalla Pixar Animation Studios; è stato distribuito da Walt Disney Studios Motion Pictures. È il quarto film del programma SparkShorts della Pixar e dura circa sette minuti. Nel gennaio 2019 Rubio ha descritto il programma come "film differenti dagli altri tipi di film" sviluppato presso la Pixar, mentre il produttore esecutivo Lindsey Collins ha affermato che i cortometraggi vengono definiti SparkShorts perché la Pixar "vuole scoprire quella scintilla creativa" nei suoi dipendenti. Rubio considerava il programma "una meravigliosa opportunità per raccontare [la sua] storia". Ha dichiarato che Float è ispirato a suo figlio, che soffre d'autismo, e che si è identificato con il padre dal corto. Rubio ha detto che il ragazzo dal corto è "diverso dagli altri bambini" poiché può fluttuare. Egli ha commentato che mentre "il padre ama suo figlio con tutto il cuore senza restrizioni" all'inizio, questo inizia ad essere alterato da ciò che dicono gli altri; di conseguenza, deve scegliere se hanno ragione o ignorare i loro pensieri.
Da quando suo figlio stava crescendo, Rubio ha deciso di dover "raccontare questa storia" e "ha iniziato a fare una storyboard". Gli storyboard iniziali contenevano personaggi caucasici, ma uno dei colleghii di Rubio gli disse che avrebbe dovuto rappresentare invece personaggi filippini-americani. Mentre inizialmente non era sicuro di questa idea, decise di apportare questa modifica per "potenziare [suo figlio] e potenziare i bambini di colore". Rubio voleva inserire alcune delle sue caratteristiche come filippino-americano nei disegni dei personaggi per renderli "autentici". Ha commentato di essere molto "orgoglioso" del fatto che Float sia uscito durante il mese della storia americana delle Filippine. Rubio ha detto che vedere gli spettatori reagire ad alcune scene nel modo in cui si aspettava è stato "incredibile", affermando che "lo adorava del tutto". Secondo Rubio, gli spettatori hanno interpretazioni "diverse" del film.
Krissy Cababa ha descritto Float come "una storia potente sull'essere un genitore e le lotte che un genitore attraversa per i propri figli". Lo ha anche caratterizzato come "una storia importante sull'accettazione e sull'essere in grado di amare e celebrare le persone nelle nostre vite". Cababa ha detto che il corto "parlava di celebrare le persone per quello che sono e non per chi vuoi che siano". Ha affermato che "le persone parlano della rappresentazione" a causa di Float , "condividendo ciò che significa per loro e la sua importanza". Ha detto che il cortometraggio è "un affare enorme". Cababa ha affermato che il cortometraggio ha ricevuto "così tanto supporto" e un "feedback positivo", dicendo che questo è stato "davvero travolgente".

## Colonna sonora
Barney Jones, che ha composto la colonna sonora per il cortometraggio Pixar Smash and Grab, ha composto anche quella per Float. Le tracce sono uscite il 28 febbraio 2020.
Tracce
Testi e musiche di Barney Jones.
1. Bouncing Baby – 1:33
2. Duck and Cover & Regret – 1:17
3. I See You – 1:18
4. Float End Credits – 1:10
5. Float Alternate End Credits – 1:07

Durata totale: 6:25

## Distribuzione
Float è stato distribuito su Disney+ il 12 novembre 2019, insieme agli altri corti di SparkShorts Purl, Smash and Grab e Kitbull. In Italia è stato pubblicato il 24 marzo 2020 sempre su Disney+.

## Accoglienza
Float ha ottenuto un'accoglienza generalmente positiva, con gli autori che lo hanno ritenuto "toccante", "movimentato", ed "azzeccato". Il bambino su cui il cortometraggio si concentra è stato definito come "estremamente carino", e come "adorabile". Alex Abad-Santos di Vox ha descritto il cortometraggio come "una delle migliori novità su Disney+". Ha commentato che "le espressioni facciali e il linguaggio del corpo portano la storia" nonostante la generale mancanza di dialoghi, aggiungendo che "un piccolo cambiamento nella postura o il modo in cui un cipiglio acuisce l'intero viso causa così tanta emozione". Abad-Santos ha affermato che "la storia principale del cortometraggio potrebbe essere una storia sull'assimilazione e sul crescere come una minoranza" o "potrebbe essere su cosa significhi sentirsi diversi da quelli che ti circondano". Ha detto che "Float attinge all'istinto umano per proteggere ferocemente qualcuno che ami, la preoccupazione che il mondo là fuori [non] li vedrà come fai tu, e la speranza che quel grande mondo spaventoso amerà questa persona tanto quanto tu"; ha dichiarato che  "c'è un sacco di terreno da percorrere in sette minuti ", e il corto riesce a farlo molto bene. Ellen McGirt di Fortune ha affermato che la "paura di Rubio che suo figlio sarebbe giudicato dagli altri è palpabile" attraverso questo corto. è stato descritto come "un film sull'accettazione" con "una storia che scalda il cuore".